# Obed Dlamini
Obed Mfanyana Dlamini (* 4. April 1937 in Mhlosheni; † 18. Januar 2017 in Johannesburg, Südafrika) war ein swasiländischer Politiker und von 1989 bis 1993 Premierminister von Swasiland.
Er genoss eine gute Ausbildung im Schulsystem von Swasiland und arbeitete anschließend von 1961 bis 1964 als Lehrer. Anschließend war er als Angestellter von Finanzinstitutionen tätig. Später wurde er Generalsekretär beim nationalen Gewerkschaftsbund. Obed Dlamini wurde 1989 Nachfolger von Sotsha Dlamini als Premierminister. Er regierte lediglich drei Jahre in einer Zeit, in der das Volk immer stärker Reformen des politischen Systems verlangte. Ab 1993 war er Senator und ab 1999 als Nachfolger von Ambrose Zwane Vorsitzender des oppositionellen, nicht als Partei anerkannten Ngwane National Liberatory Congress.